# Helicteres viscida
Helicteres viscida är en malvaväxtart som beskrevs av Carl Ludwig von Blume. Helicteres viscida ingår i släktet Helicteres och familjen malvaväxter. Inga underarter finns listade i Catalogue of Life.